# Juan Francisco Rossel
Juan Francisco Rossel (Santiago del Cile, 17 marzo 2005) è un calciatore cileno, attaccante dell'Universidad Católica.

## Biografia
È nato in Cile da padre cileno e madre ecuadoriana.

## Caratteristiche tecniche
È un'ala sinistra.

## Carriera

### Club
Cresciuto nel settore giovanile dell'Universidad Católica, ha debuttato in prima squadra il 29 giugno 2023 nell'incontro di Primera División vinto 3-0 contro l'Universidad de Chile ed il 30 dicembre ha firmato il suo primo contratto professionistico. Ha segnato il suo primo gol in competizioni professionistiche il 3 agosto 2024 nella partita pareggiata 1-1 contro il Palestino.

### Nazionale
Nel 2025 con la nazionale cilena Under-20 ha preso parte al campionato sudamericano di categoria, rivelandosi uno dei migliori giocatori della competizione.

## Statistiche

### Presenze e reti nei club
Statistiche aggiornate al 16 gennaio 2025.
| Stagione        | Squadra              | Campionato      | Campionato | Campionato | Coppe nazionali | Coppe nazionali | Coppe nazionali | Coppe continentali | Coppe continentali | Coppe continentali | Altre coppe | Altre coppe | Altre coppe | Totale | Totale | Totale |
| Stagione        | Squadra              | Comp            | Pres       | Reti       | Comp            | Pres            | Reti            | Comp               | Pres               | Reti               | Comp        | Pres        | Reti        | Pres   | Reti   |        |
| --------------- | -------------------- | --------------- | ---------- | ---------- | --------------- | --------------- | --------------- | ------------------ | ------------------ | ------------------ | ----------- | ----------- | ----------- | ------ | ------ | ------ |
| 2023            | Universidad Católica | PD              | 3          | 0          | CC              | 0               | 0               | CS                 | 0                  | 0                  | -           | -           | -           | 3      | 0      |        |
| 2024            | Universidad Católica | PD              | 16         | 1          | CC              | 0               | 0               | CS                 | 1                  | 0                  | -           | -           | -           | 17     | 1      |        |
| 2025            | Universidad Católica | PD              | 6          | 1          | CC              | 3               | 1               | CS                 | 1                  | 0                  | -           | -           | -           | 10     | 2      |        |
| Totale carriera | Totale carriera      | Totale carriera | 25         | 2          |                 | 4               | 1               |                    | 1                  | 0                  |             | -           | -           | 30     | 3      |        |